# Veldsteenkerk
Een veldsteenkerk is een type kerkbouwarchitectuur en kerkgebouw dat vooral voorkomt op het platteland.  Er wordt gebruik gemaakt van zwerfkeien, meestal gaat het om dorpskerken op het platteland, er zijn ook wat stedelijke uitzonderingen, zoals de Sint-Andreaskerk in Teltow of de Mariabasiliek van Inowrocław in Inowrocław/Hohensalza.
Een voorbeeld van een gebouw, dat niet als dorpskerk of stadskerk heeft gediend is het Cisterciënzersklooster van Zinna, in de Duitse deelstaat Brandenburg. Grote veldstenenkerken worden soms ten onrechte weerkerken genoemd, hoewel ze niet specifiek werden gebouwd voor defensieve doeleinden. De meeste kerken van dit type zijn gebouwd in de bouwstijlperiodes van de Romaanse architectuur en de Romanogotiek.

## Verspreiding
Dit type kerkarchitectuur komt vooral voor in Noord- en Midden-Duitsland. Maar ook in Scandinavië, Finland, Polen, Oblast Kaliningrad en de Baltische staten. Een aantal latere kerken van dit type zijn ook te vinden in Wit-Rusland en Angelsaksisch Noord-Amerika.
In Duitsland gaat het vooral om de deelstaten Sleeswijk-Holstein, Mecklenburg-Voorpommeren, Saksen-Anhalt, Brandenburg en de historische dorpskerken van Groot-Berlijn (in Berlijn). In mindere mate geldt dat ook voor Nedersaksen, waarin kerkgebouwen in een latere periode, zijn aangevuld met baksteen en daardoor maar deels aan het bouwtype Veldsteenkerk voldoen. In de historische steken van de Mark Brandenburg, zoals  Teltow, Barnim en Fläming komen veldkerken vaak voor.

## Afbeeldingen
- Veldsteenkerken in Duitsland

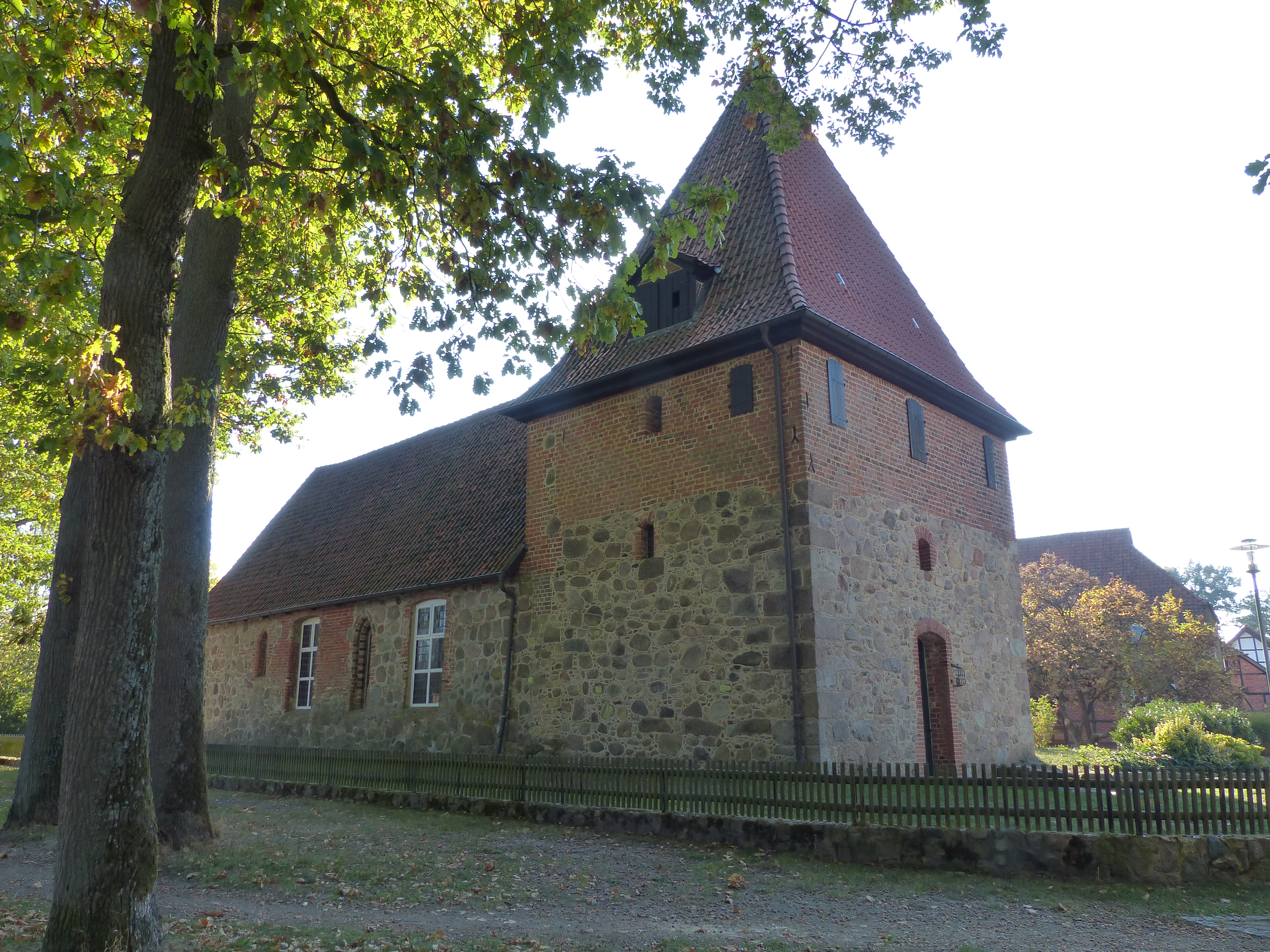
Veldsteenkerk, die later is aangevuld met baksteen in de stijl van de  Baksteengotiek in Sprakensehl, Nedersaksen
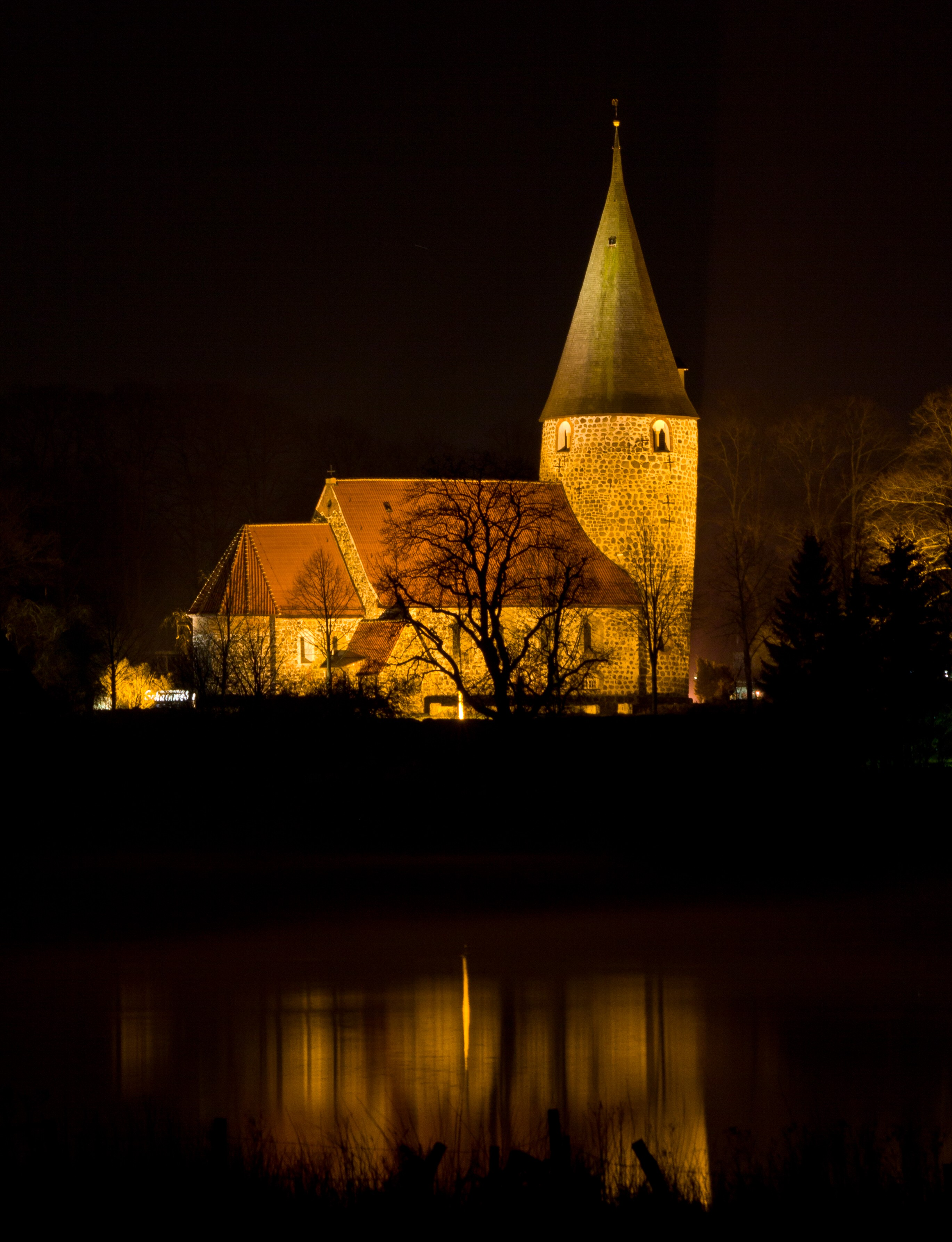
De veldsteenkerk in Ratekau, Sleeswijk-Holstein
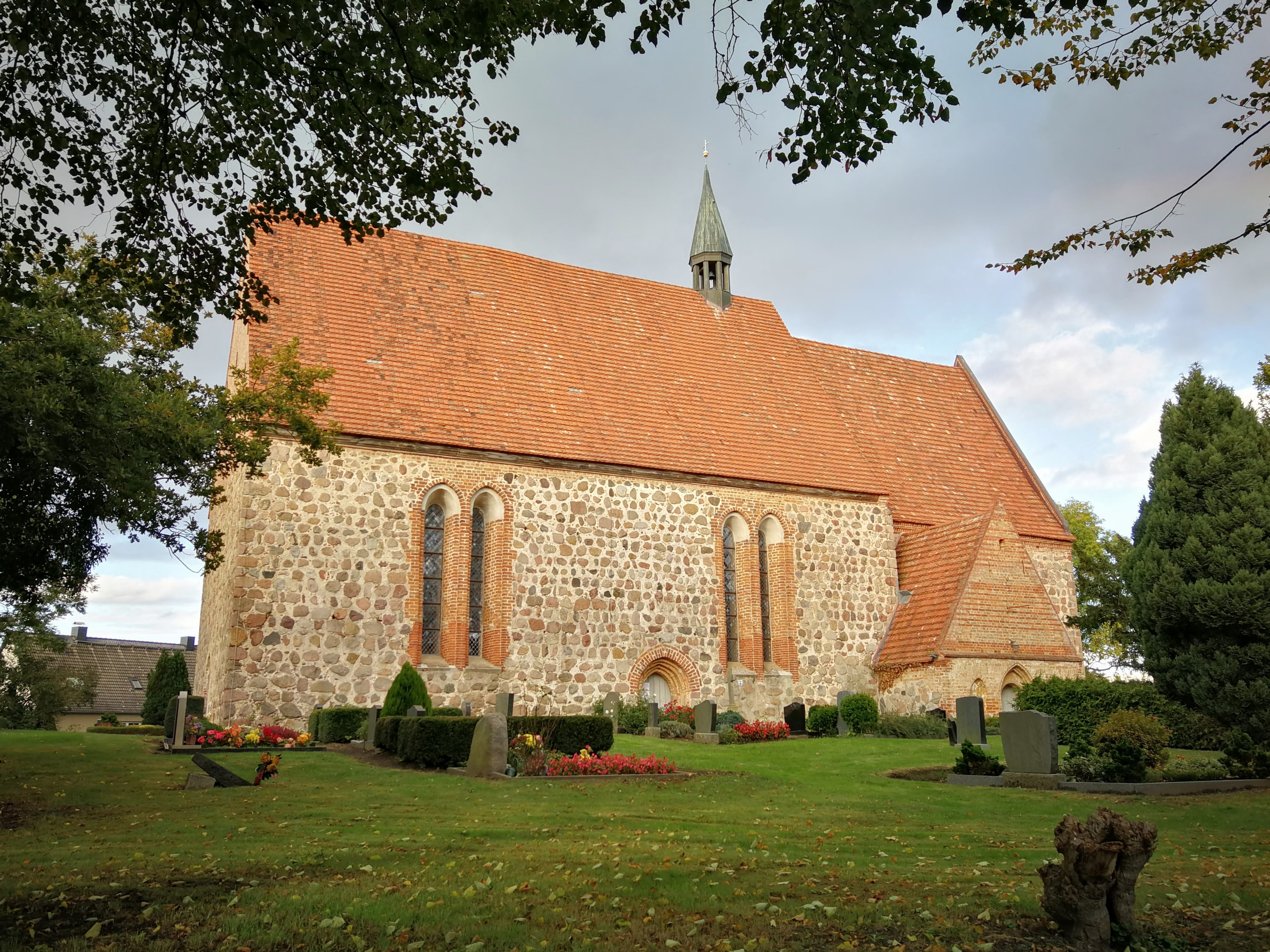
Veldsteenkerk in Cammin bei Rostock, Mecklenburg-Voor-Pommeren
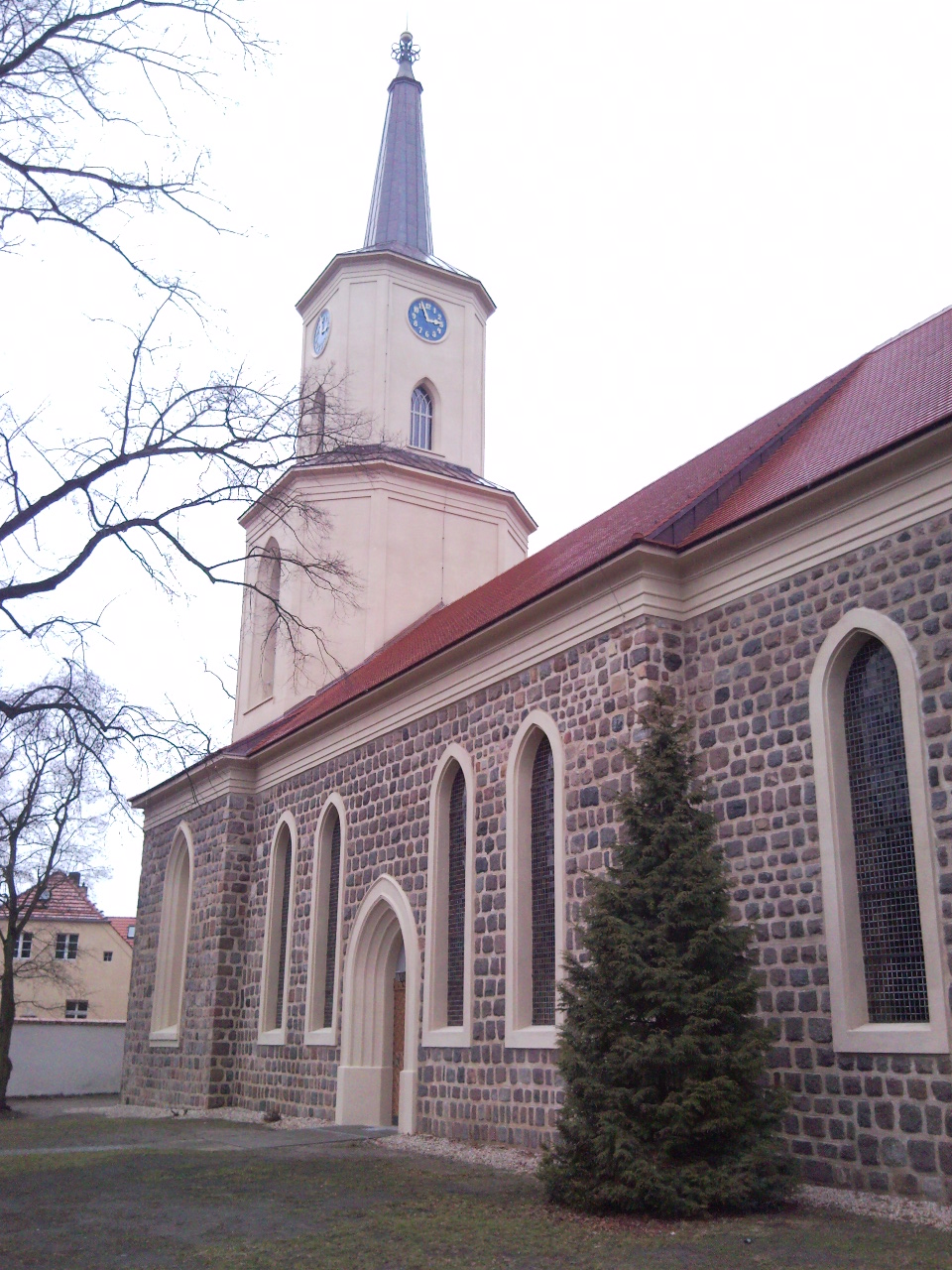
Sint-Andreaskerk in Teltow, Brandenburg
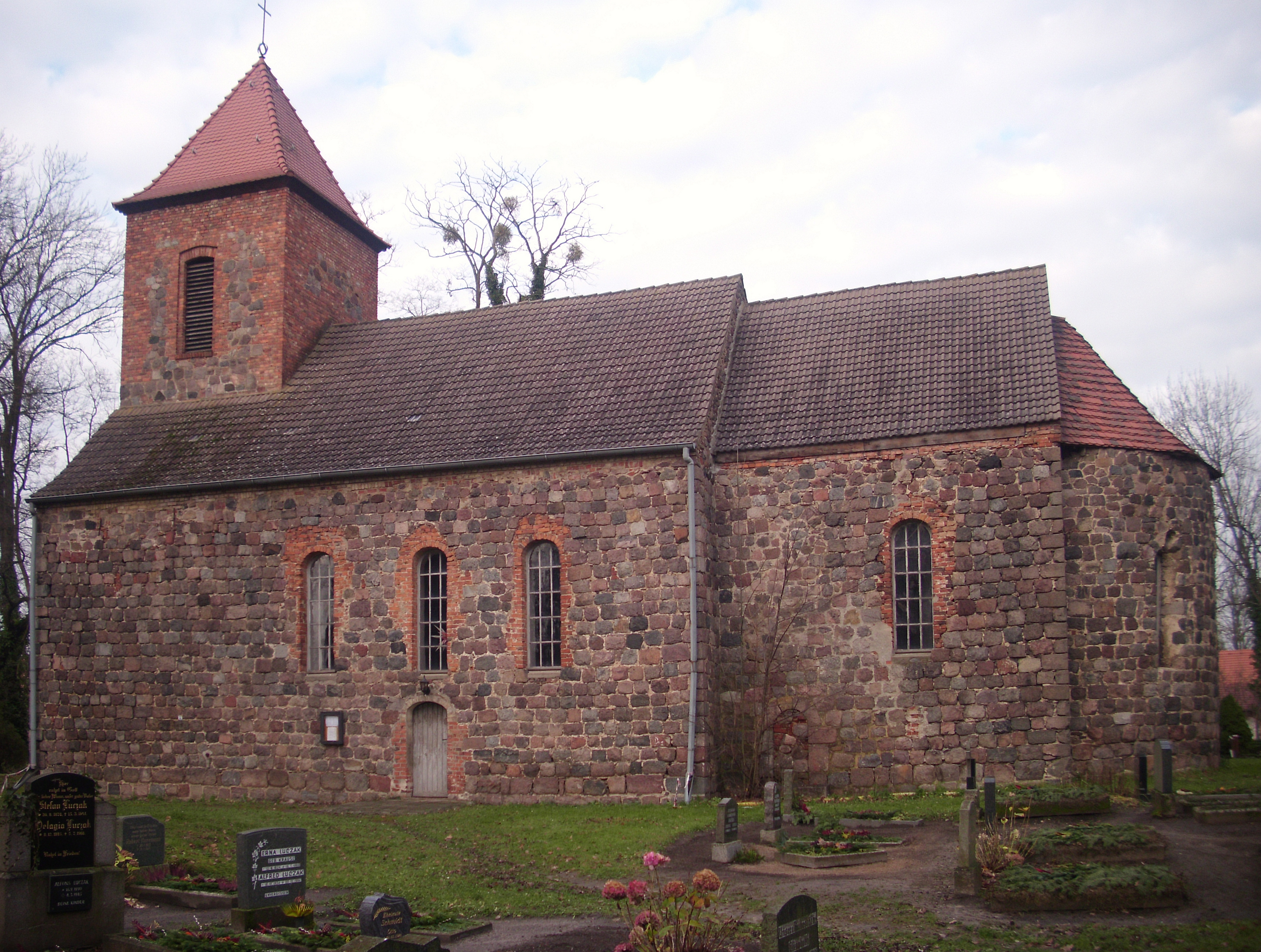
Kerk in Ihlow, Barnim (streek), Brandenburg
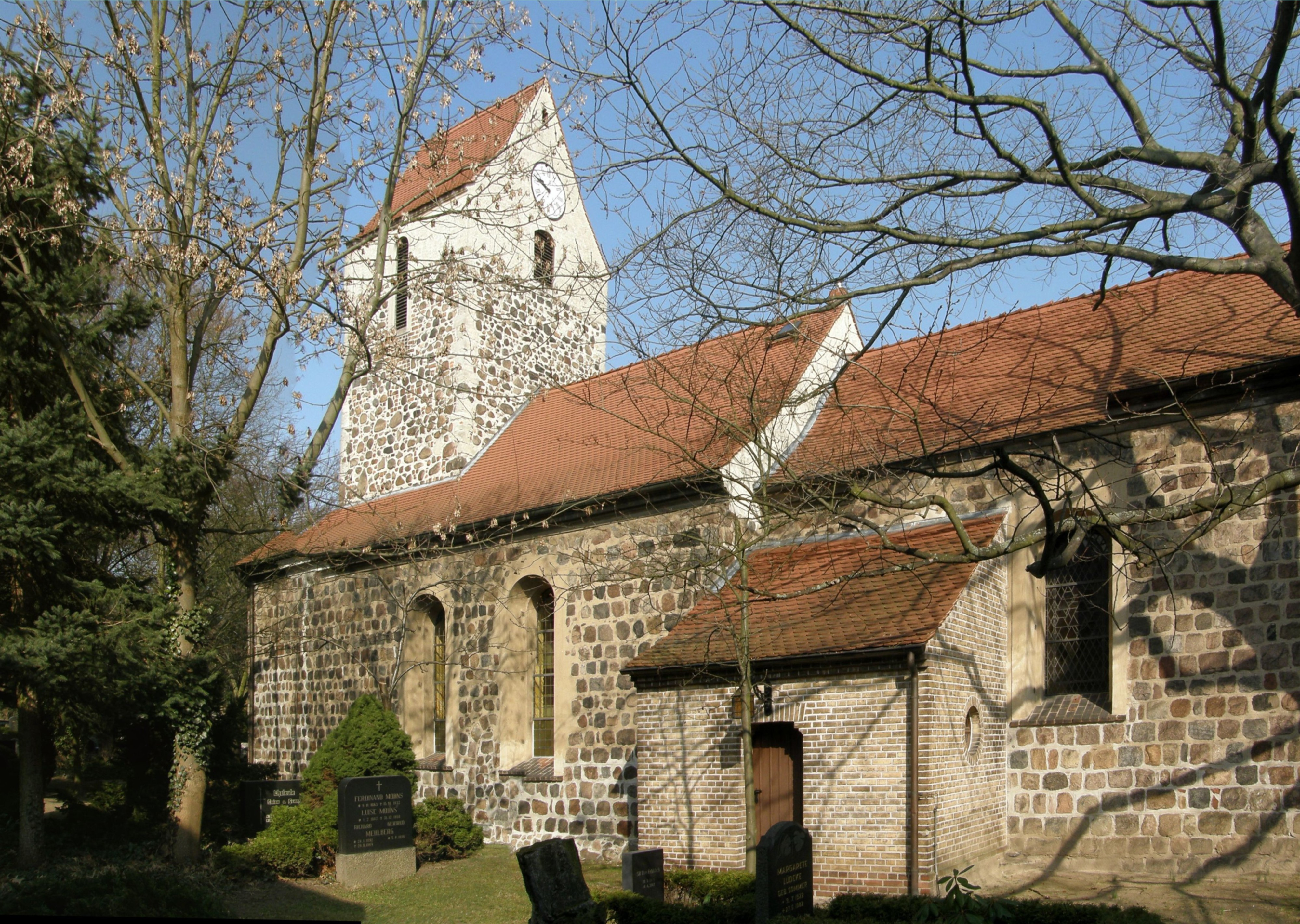
Veldsteenkerk in Berlin-Mahlsdorf, Barnim (streek), Groot-Berlijn
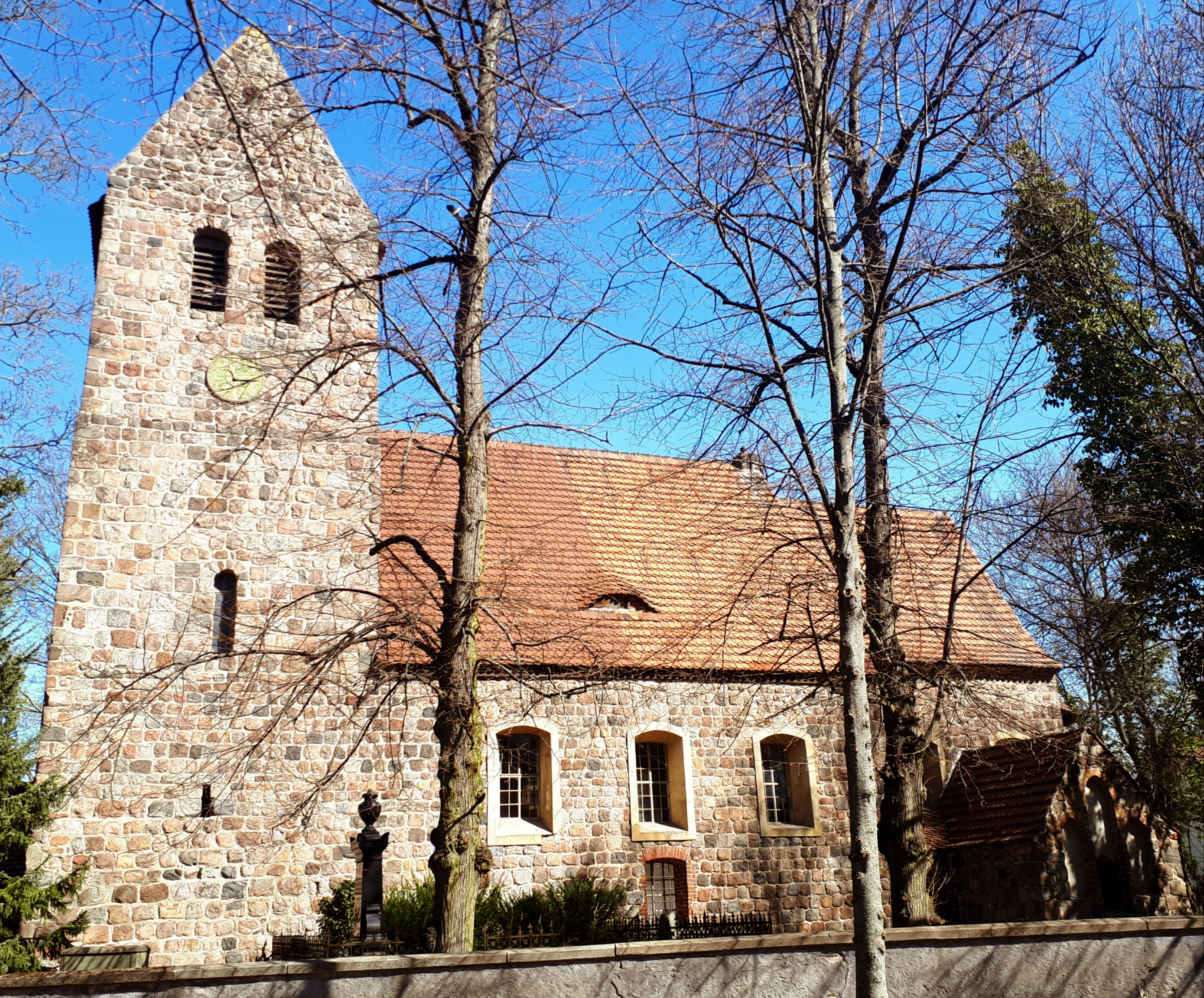
Veldsteenkerk in Berlin-Marienfelde, Teltow (streek), Groot-Berlijn
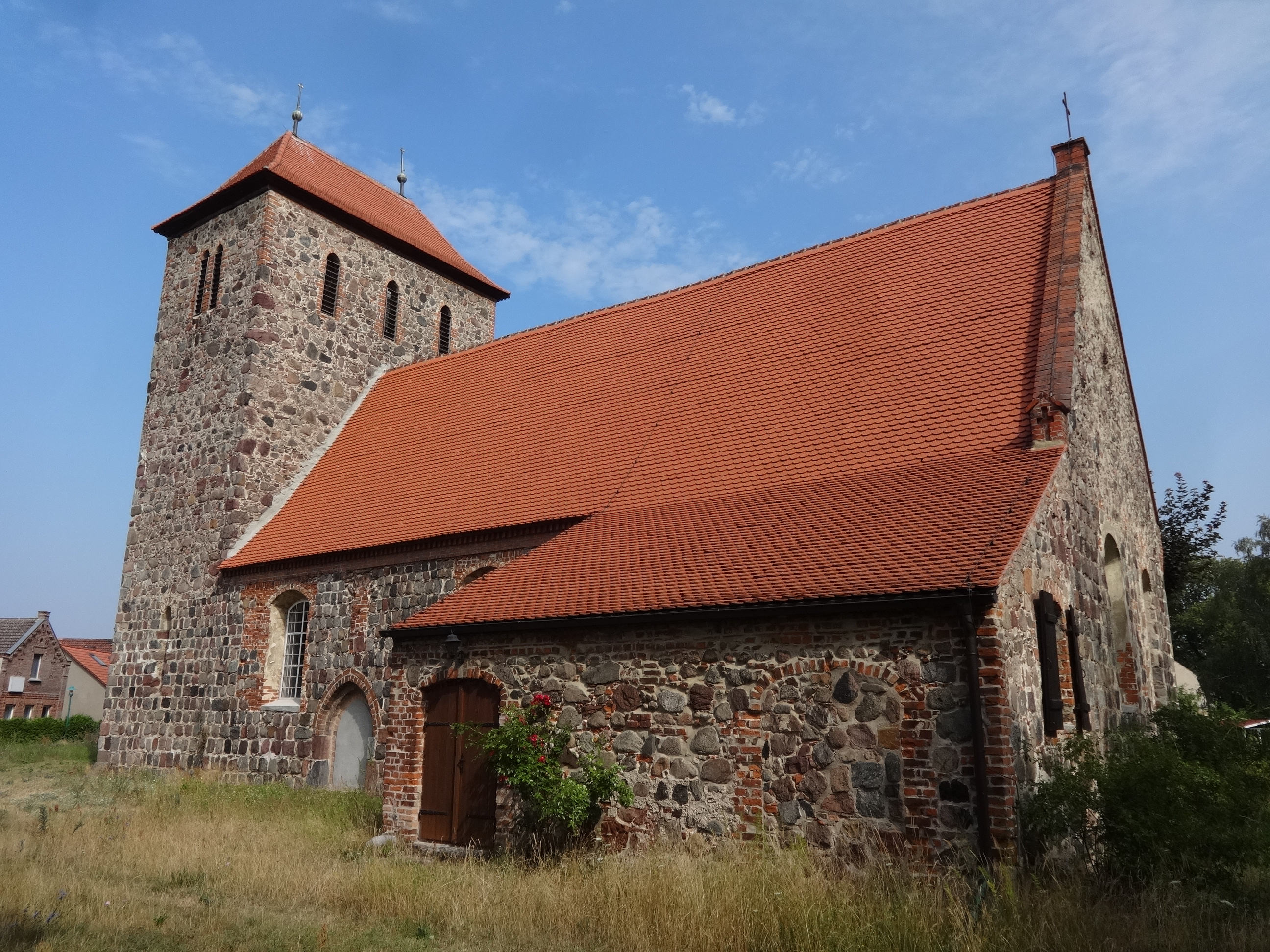
Veldsteenkerk in Dahlewitz, Teltow (streek), Brandenburg
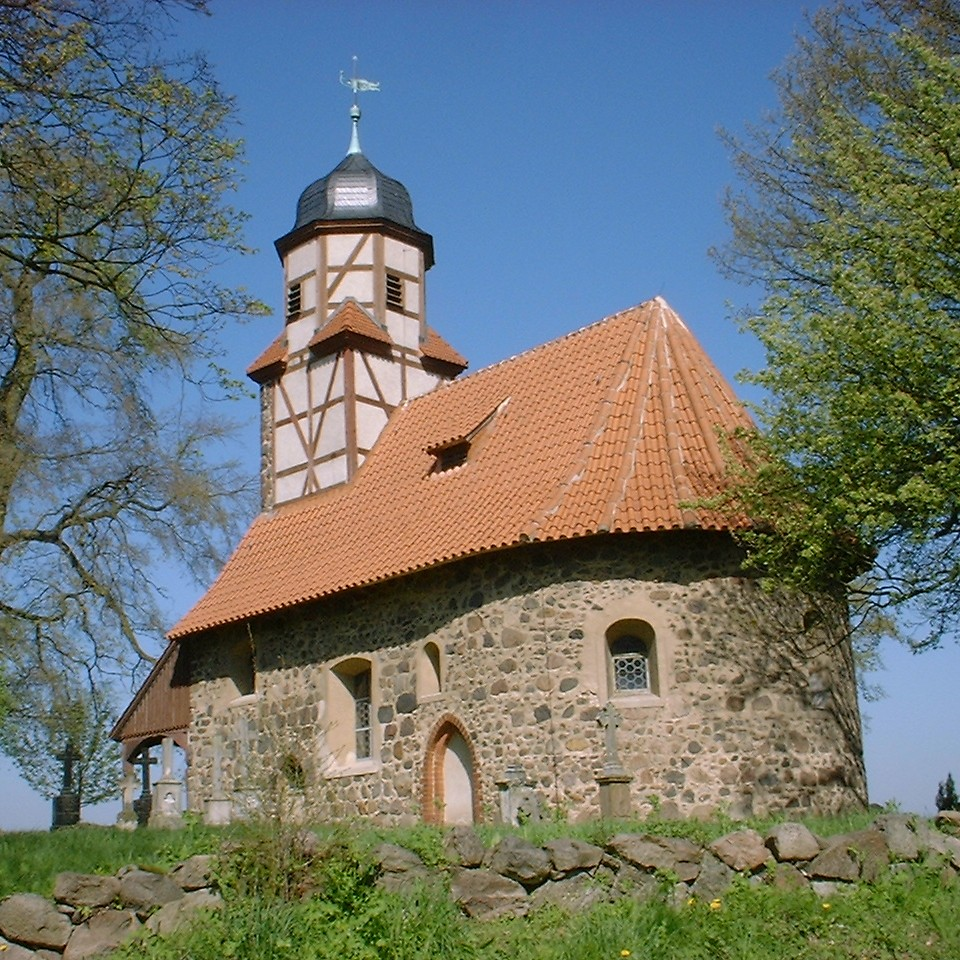
Veldsteenkerk in Zixdorf in Fläming, Brandenburg
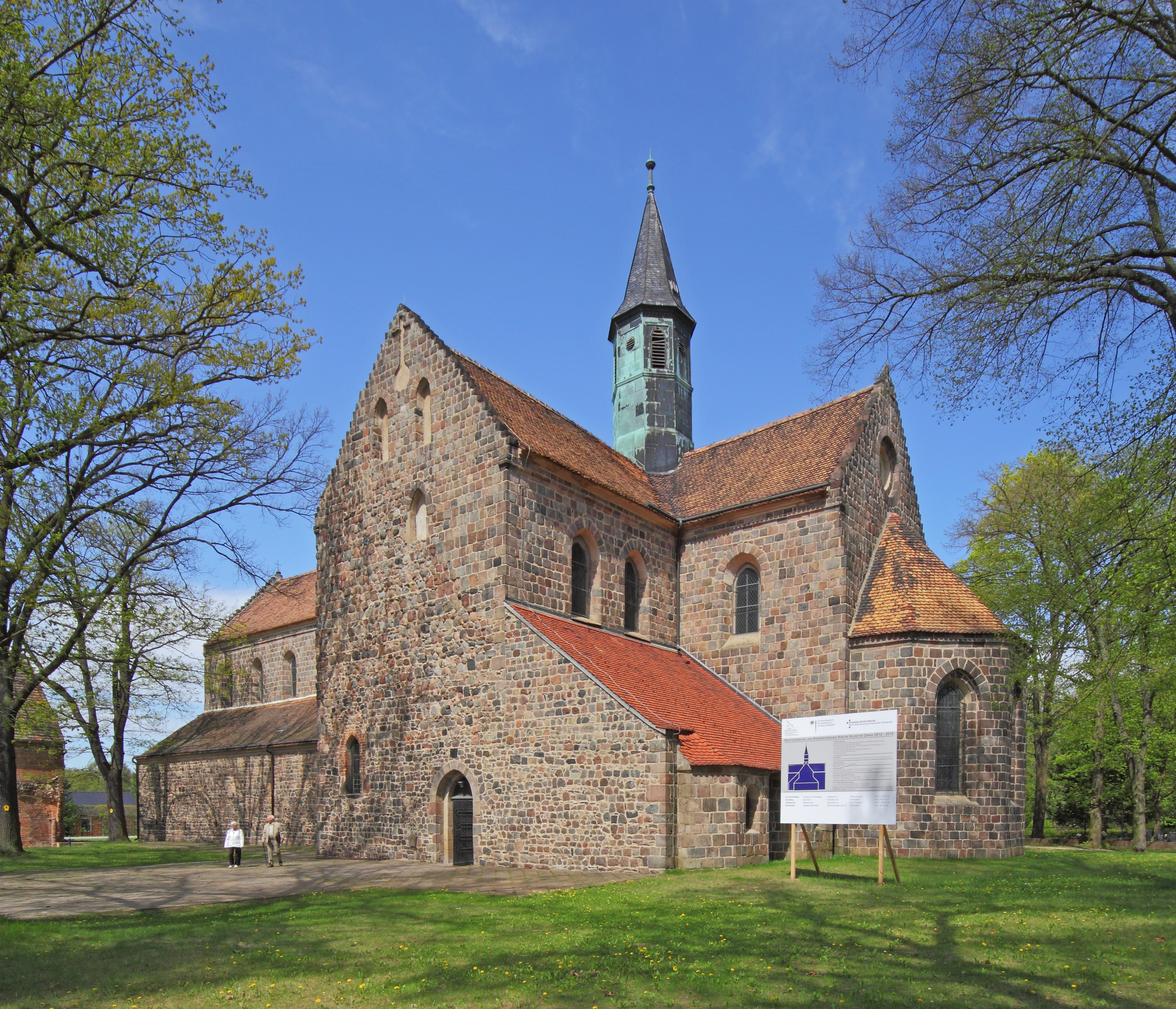
Veldstenen kloosterkerk van het Cisterciënzersklooster van Zinna in Fläming, Brandenburg
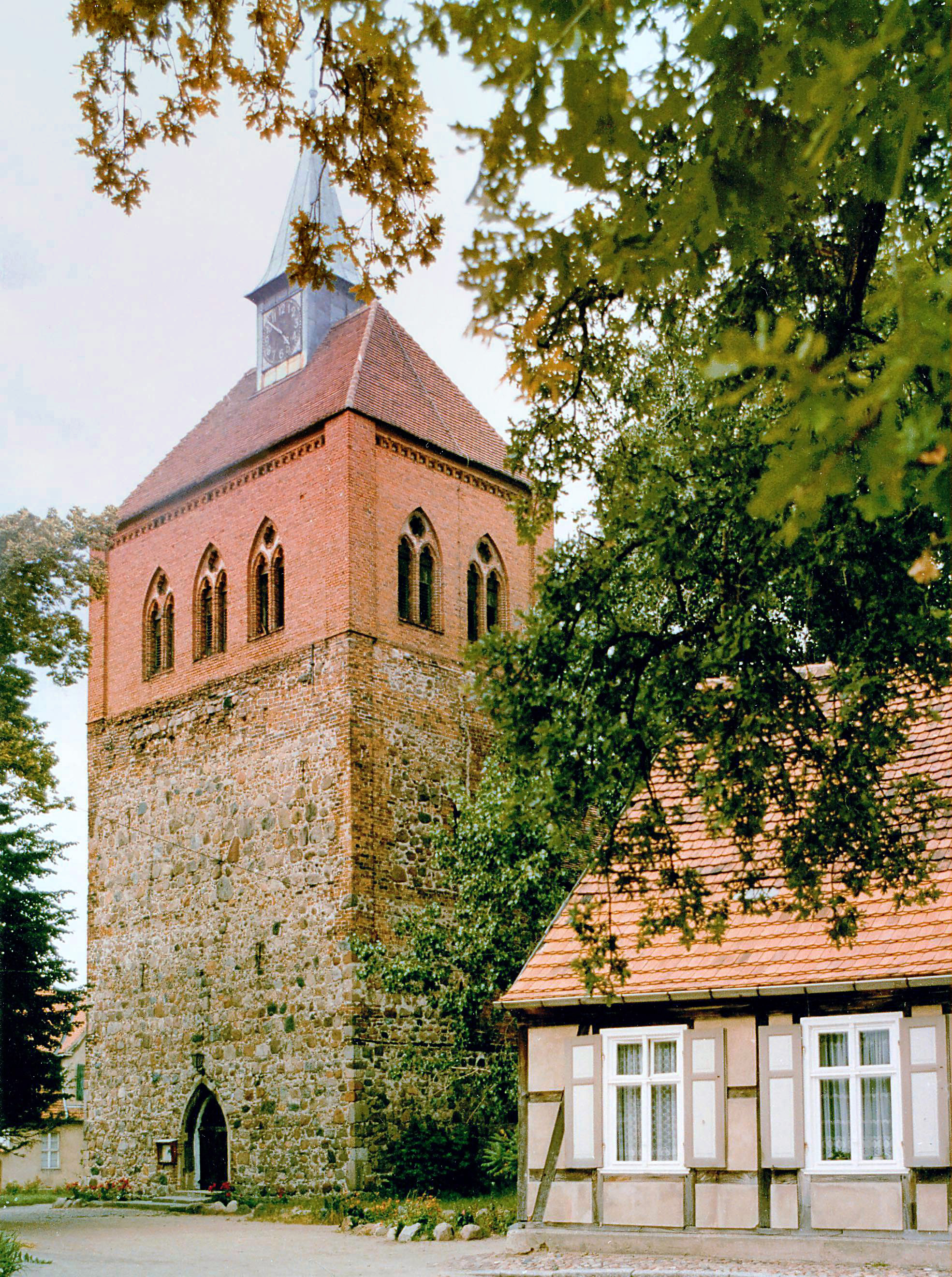
Sint-Georgenkerk in Arneburg, Saksen-Anhalt

- Veldsteenkerken buiten Duitsland

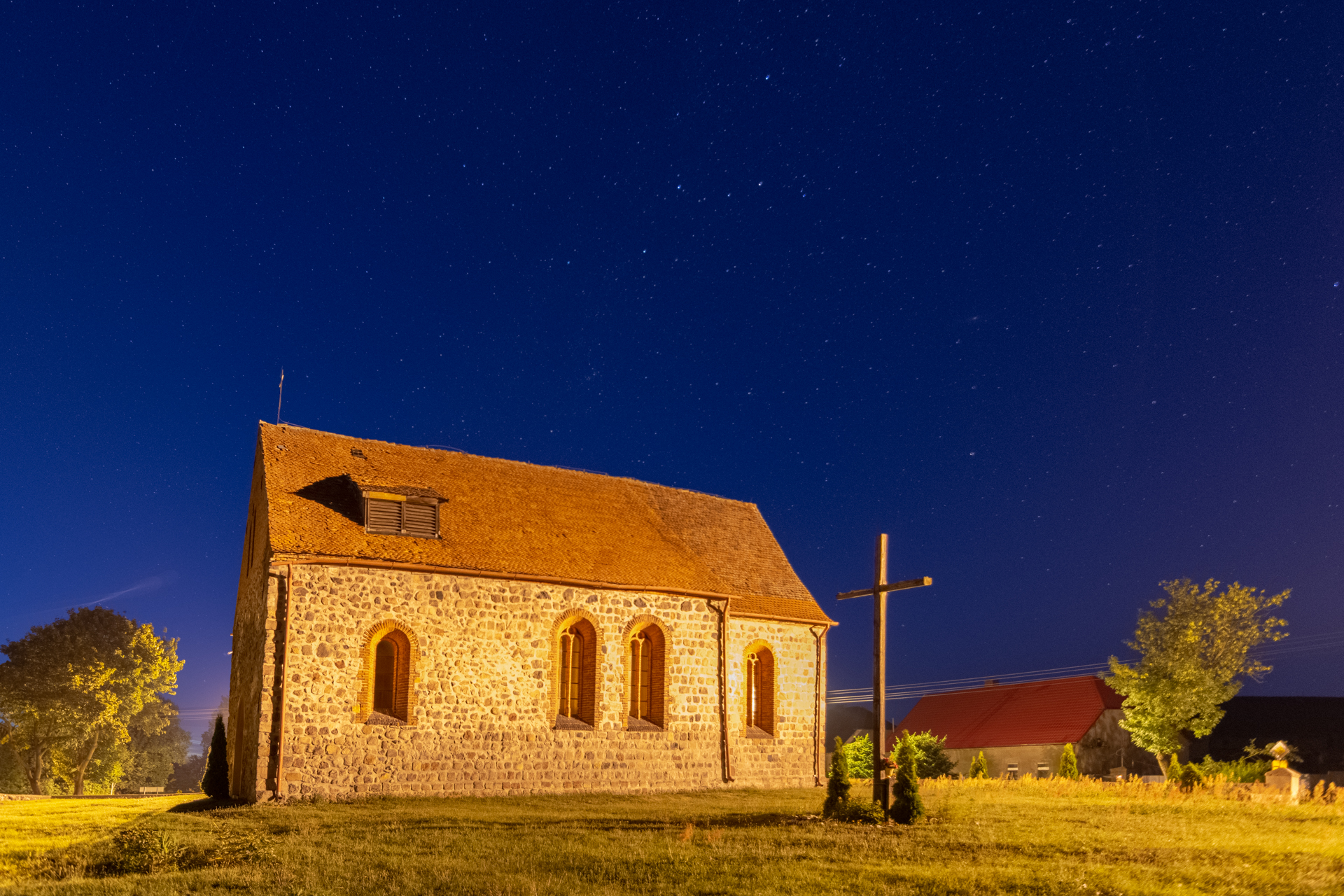
Veldsteenkerk in Radow (Lubusz) / Groß Rade, eerder onderdeel van de Mark Brandenburg, nu gelegen in Polen
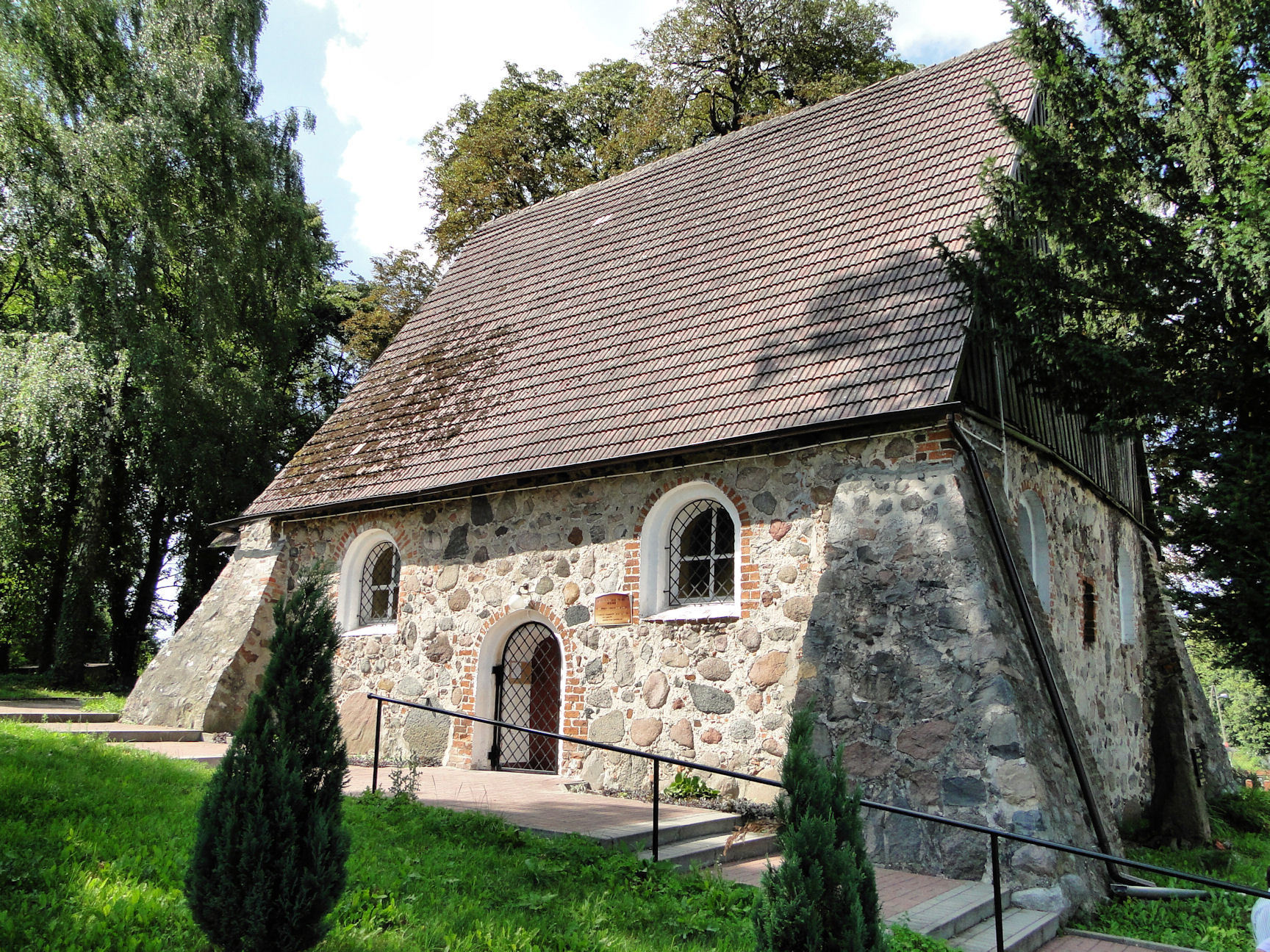
Veldsteenkerk in Dobieszewo / Dübzow, West-Pommeren, Polen
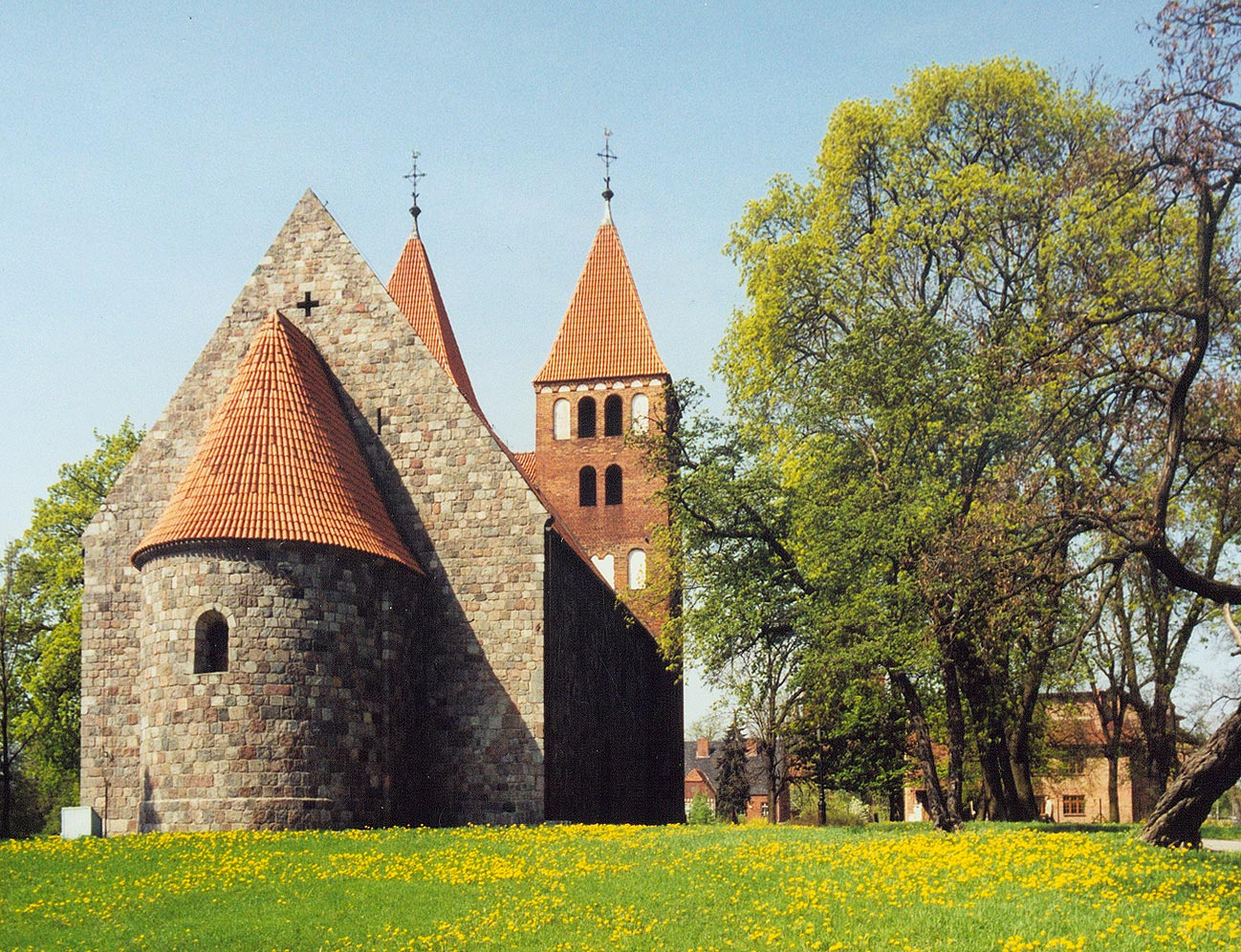
Veldstenen Mariabasiliek van  Inowrocław in de stad Inowrocław / Hohensalza, Koejavië-Pommeren, Polen
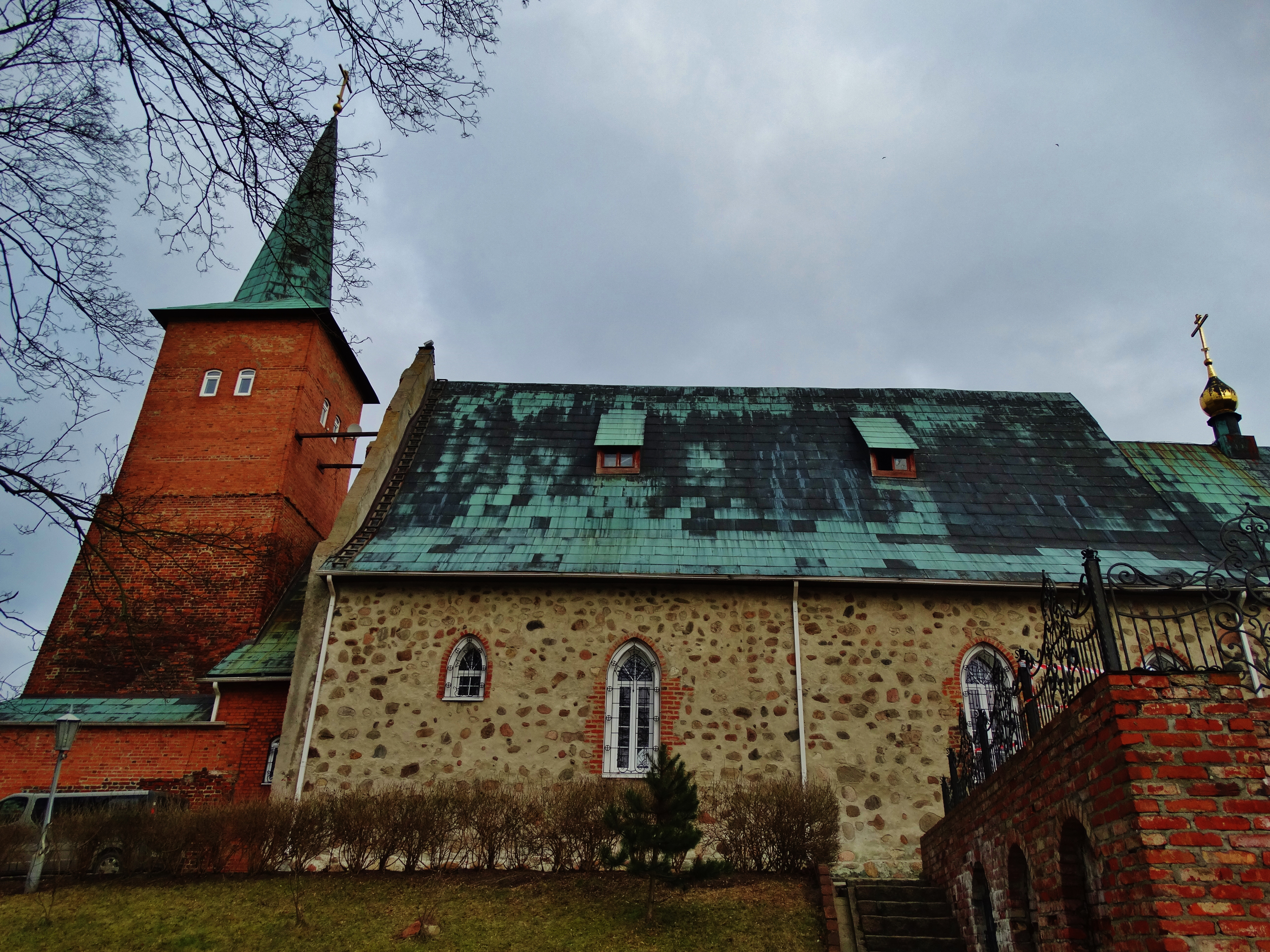
Veldstenen Judittenkerk van Kaliningrad / Koningsbergen in Oostpruisen, Oblast Kaliningrad, Rusland
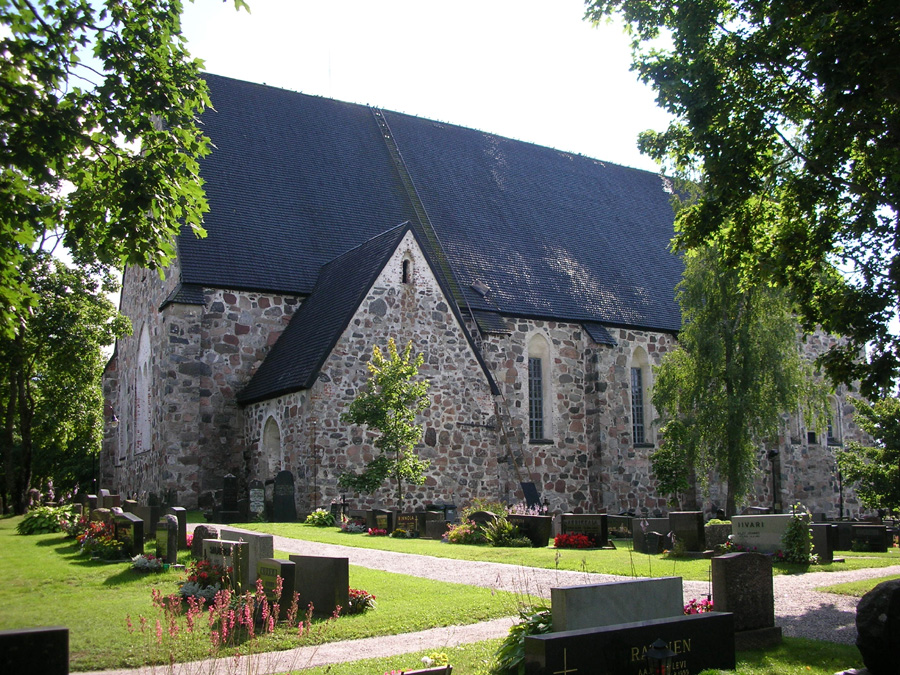
Veldstenenkerk van Mynämäen, Zuidwest-Finland
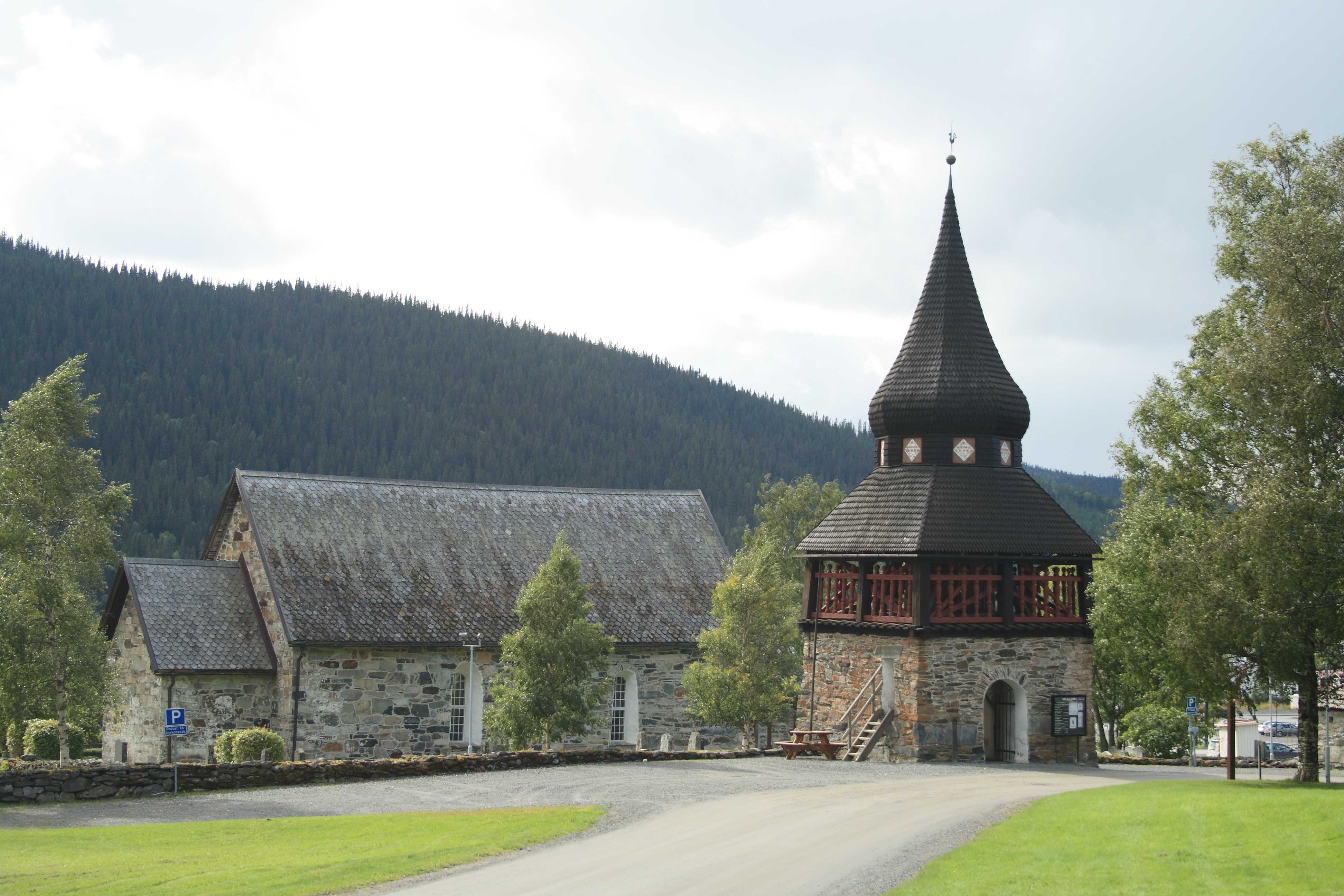
Veldsteenkerk in Åre, Jämtlands län, Zweden
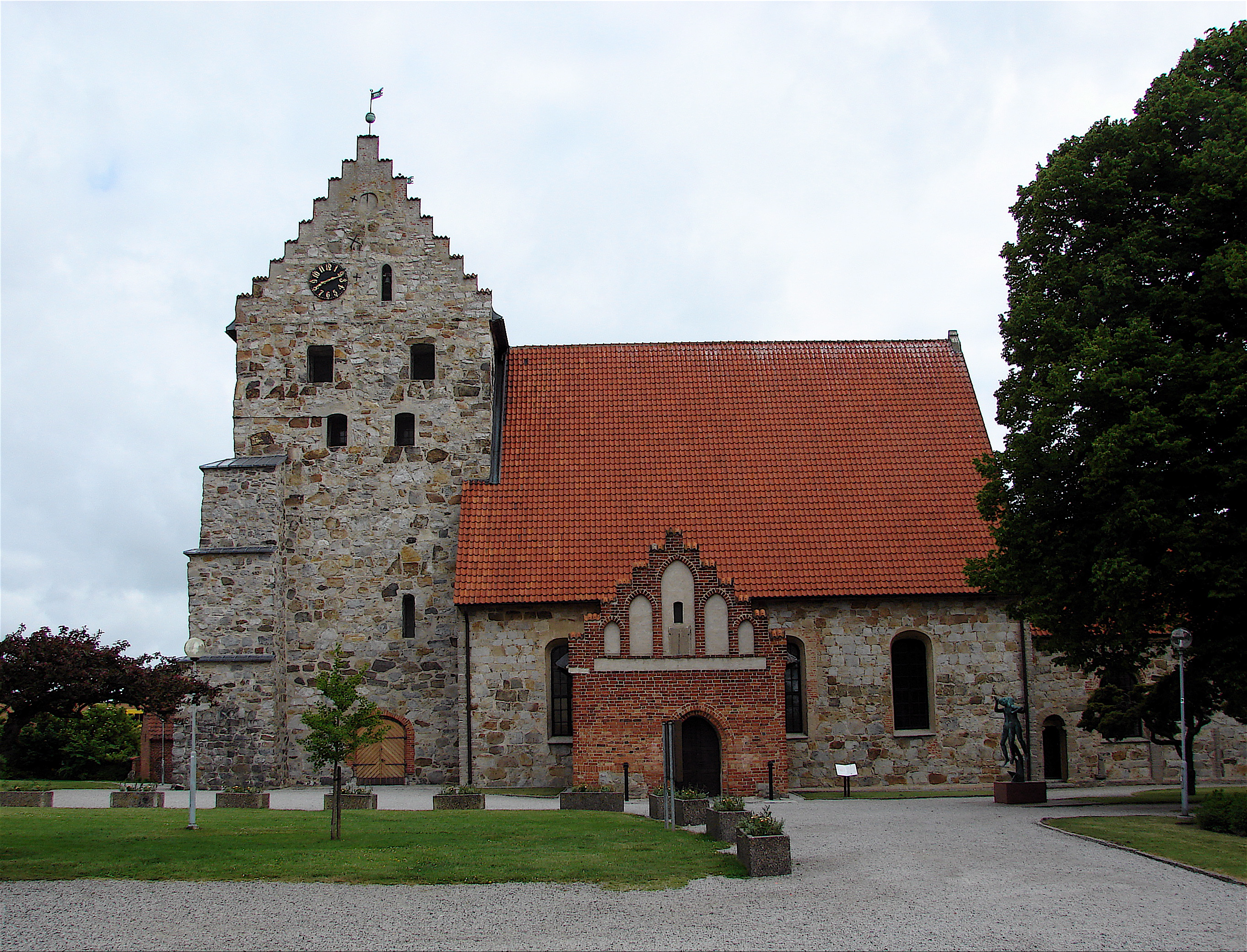
Veldsteenkerk in Simmershavn, Schonen, Zweden, vroeger onderdeel van Denemarken-Noorwegen
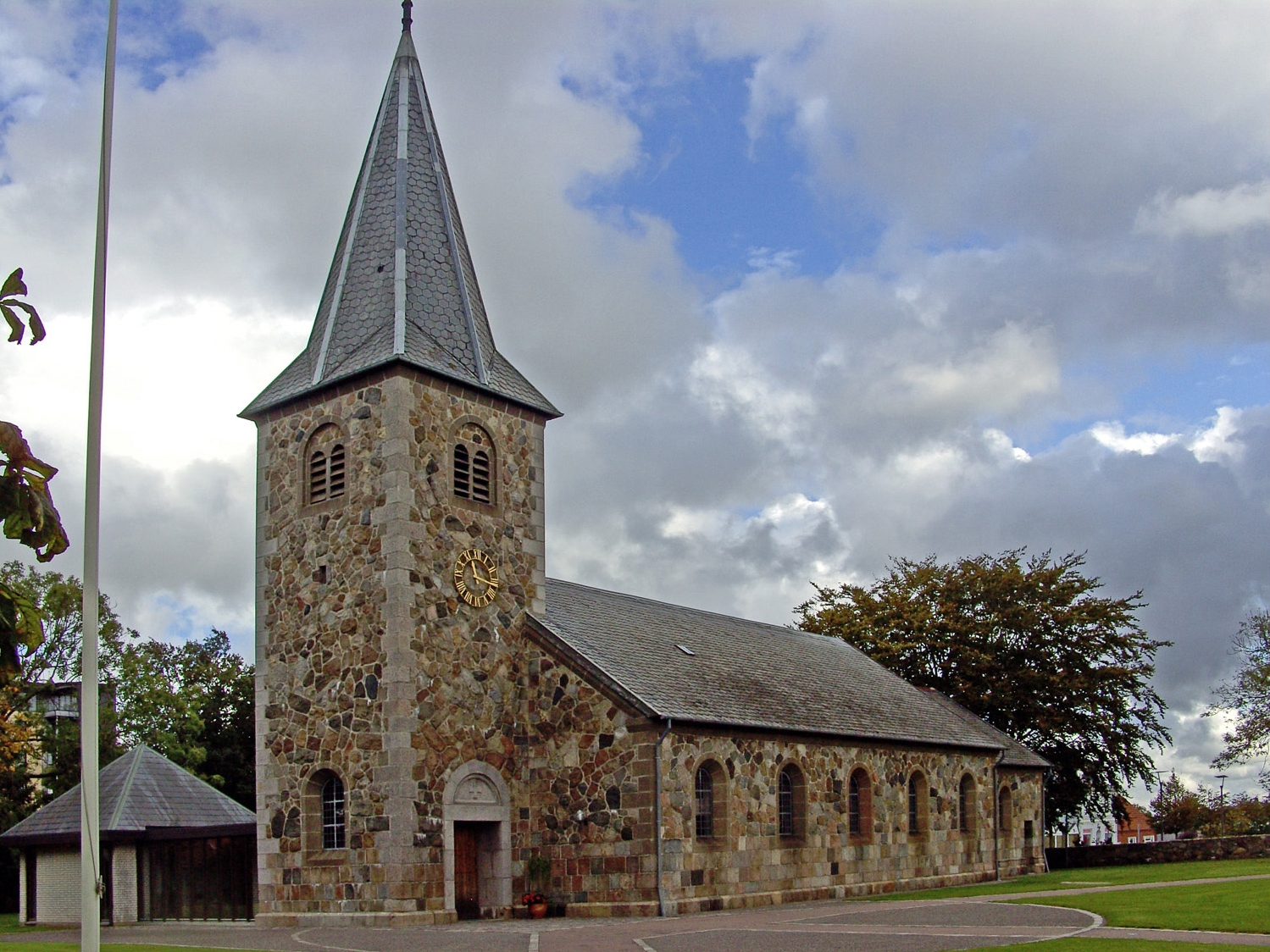
Veldsteenkerk in Vildbjerg, Midden-Jutland, Denemarken
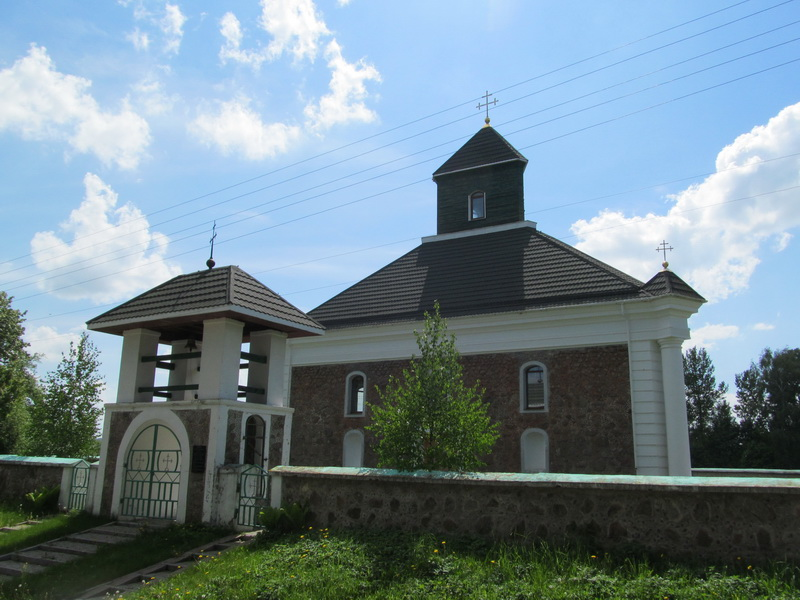
Moderne veldsteenkerk  uit 1823 in Wielka Swarotwa, Oblast Brest, Wit-Rusland